# Mihalik Kálmán
Mihalik Kálmán (Oravicabánya, 1896. február 21. – Szeged, 1922. szeptember 6.) orvos, zeneszerző.

## Élete
Mihalik Kálmán édesanyja csíki székely asszony, édesapja kassai polgár volt.
Középiskolai és orvosegyetemi tanulmányait Kolozsvárott végezte.
A gimnázium első hat osztályát 1906 és 1912 között a kolozsvári piarista gimnáziumban végezte, majd az 1912/1913. tanévben a VII. osztályból évközben kimaradt. Ezután, az 1913/1914-es tanévtől a helyi unitárius főgimnáziumban folytatta tanulmányait (római katolikus hittanra azonban az akkori gyakorlatnak megfelelően továbbra is a piaristákhoz járt át), és ott érettségizett 1915-ben.  Ezt követően a kolozsvári egyetem orvosi karának hallgatója lett, de tanulmányai megszakadtak, mivel az első világháborúban két (egyes források szerint négy) évig frontszolgálaton volt.
1918-ban a kolozsvári egyetemmel együtt előbb Budapestre, majd 1920-ban Szegedre került. Kutatóorvos lett az egyetemen, és tanársegédként dolgozott Reinbold Béla  professzor mellett.
Mindössze 26 éves volt, amikor tífuszban meghalt. Szegeden temették el. Faragott kopjafás sírja a szegedi Belvárosi temető régi bejárathoz közeli részében található meg.
Szegeden írta 1921-ben – Csanády György szövegére – a székely himnusz zenéjét. Több forrás állítja, hogy a dalt 1922-ben énekelték először egy SzEFHE-közgyűlésen. A dal Erdély székely-magyar lakosságának második himnuszává vált, és 2009-ben Székelyföld hivatalos himnuszának fogadták el.
A szegedi Erdélyi Kör 1991-ben Mihalik Kálmán Alapítványt hozott létre tehetséges erdélyi fiatalok támogatására.